# Cinna arundinacea
Cinna arundinacea es una especie de planta herbácea de la familia de las poáceas. Es originaria de las regiones templadas de  América del Norte.

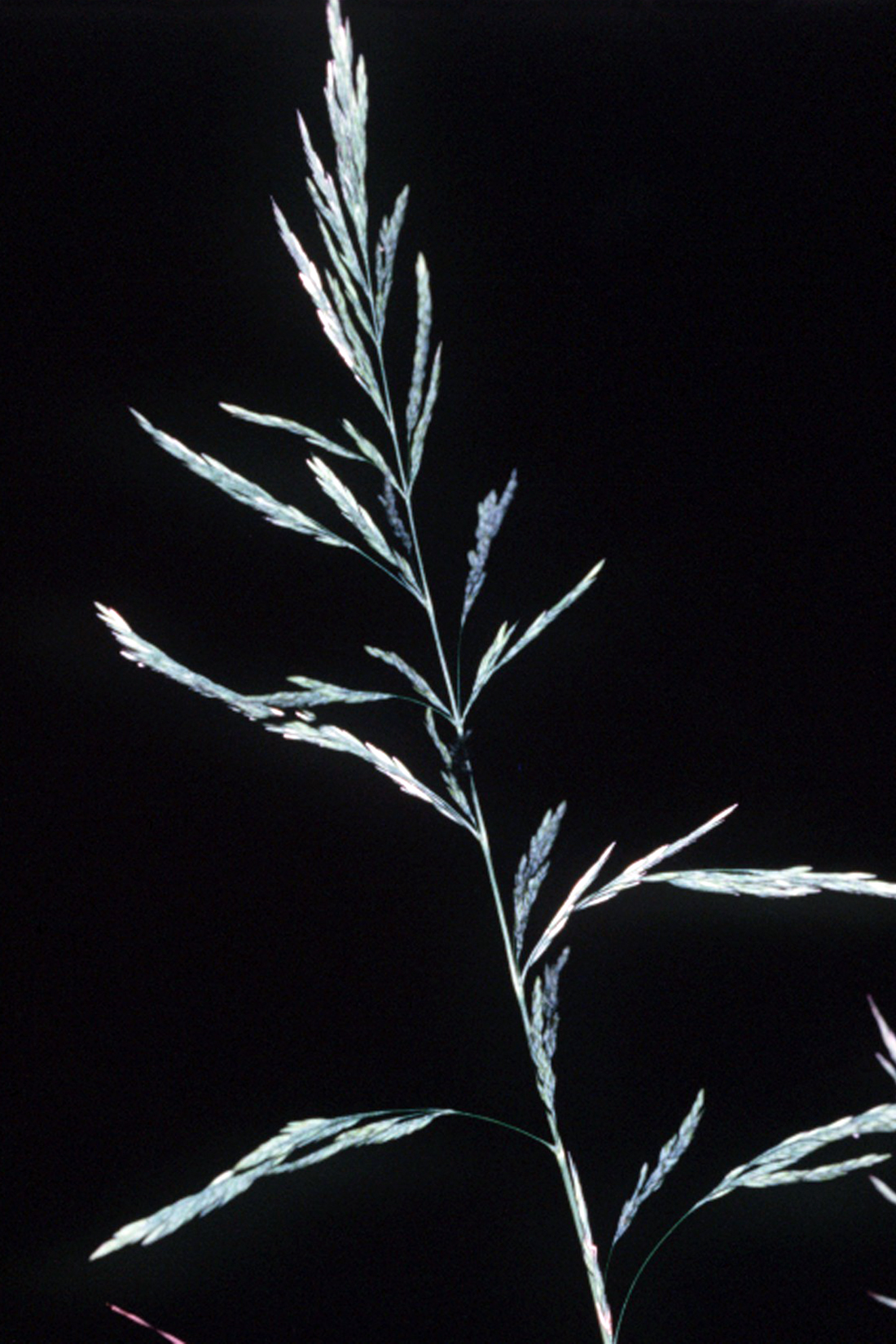
Vista de la planta

## Descripción
Son plantas perennes cespitosas. La lígula es una membrana; láminas lineares. Inflorescencia una panícula laxa, solitaria, terminal. Espiguillas comprimidas lateralmente, con 1 flósculo bisexual; desarticulación por debajo de las glumas; glumas un poco más largas o más cortas que el flósculo, membranáceas, 1-3-nervias; lema membranácea, 3-nervia, cortamente aristada por debajo del ápice; pálea tan larga como la lema, angostamente 2-carinada o 1-carinada; raquilla prolongada, oculta entre las quillas; estambres 1-2; estilos 2; ovario glabro. Fruto una cariopsis; hilo punteado; endospermo líquido o pastoso.

## Taxonomía
Cinna arundinacea fue descrito por Carlos Linneo y publicado en Species Plantarum 1: 5. 1753.
Etimología
Cinna: nombre genérico que deriva de la palabra griega cinna que significa hierba.
arundinacea epíteto latino que significa "como una caña".
Sinonimia
- Agrostis cinna Retz.
- Agrostis rubicunda Bosc ex Desv.
- Cinna agrostidea P.Beauv. ex Steud.
- Muhlenbergia cinna (Retz.) Trin.[4][5]